# OCZ Technology
OCZ Technology var ett företag som bland annat utvecklade högpresterande datorkomponenter åt exempelvis överklockare.